# Pierre Goybet
Pour les autres membres de la famille, voir Famille Goybet.
 (février 2017).
Si vous disposez d'ouvrages ou d'articles de référence ou si vous connaissez des sites web de qualité traitant du thème abordé ici, merci de compléter l'article en donnant les références utiles à sa vérifiabilité et en les liant à la section « Notes et références ».
Pierre Frédéric Henri Goybet, né le 9 juin 1887 à Mostaganem (Algérie) et mort le 7 décembre 1963 à Yenne (Savoie), est un contre-amiral français, commandeur de la Légion d’honneur.

## Biographie

### Enfance
Pierre Frédéric Henri Goybet est l'aîné des enfants du général Mariano Goybet (1861-1943).
Il est le petit fils de Pierre Jules Goybet, industriel, et de Marie Bravais, nièce du physicien Auguste Bravais.
Pierre montre dès son plus jeune âge son goût pour la montagne. Il escalade le mont Blanc à 13 ans. Il manifeste aussi son désir de servir dans la marine ; élève au collège de La Seyne puis au lycée Saint-Louis, il entre à l'École navale le 1er octobre 1906.

### Premières années de service
En 1908, Pierre Goybet fait la campagne du Duguay-Trouin en Atlantique et en Méditerranée comme aspirant.
Nommé enseigne de vaisseau de 2e classe en 1909 et attaché d'abord au service artillerie sur le Démocratie, il embarque ensuite sur le Montcalm pour de longs mois de navigation à travers la Méditerranée, la mer Rouge, l'océan Indien, les mers de Chine méridionale, orientale et du Japon et tout le Pacifique. il débarqué à Saïgon et embarqué sur la Manche pour une campagne d'hydrographie sur les côtes d'Annam et dans la baie d'Along, il est atteint d'une congestion au foie et rapatrié en 1911, sur le Polynésien de la compagnie des Messageries maritimes ; il reçoit sa nomination d'enseigne de vaisseau de 1re classe.
Au cours d'un congé de convalescence de six mois, Pierre Goybet participe aux marches d'hiver de 1912 avec le 30e bataillon de chasseurs alpins commandé par son père. De mai 1912 à juillet 1914, il est embarqué sur le Marceau, bateau-école des torpilles, d'abord comme chef du service électricité et de la compagnie de débarquement, puis comme officier élève torpilleur. Il attendait au dépôt d'être nommé officier en second de la Circé lorsque la guerre éclate, ce qui maintient à leur poste les seconds des unités.

### Première Guerre mondiale
À la mobilisation, Le Vinh Long est armé et Pierre Goybet y embarque comme chef des services (manœuvre, et navigation ). Il participe au transport de mines de Bizerte à Corfo, par Malte. Revenu à Toulon, le Vinh-Long se prépare à une nouvelle mission , lorsqu'on demande des officiers de Marine pour organiser la défense de Paris. Goybet se porte volontaire.
De septembre 1914 à janvier 1917, il sert au front d'abord comme second puis comme commandant de pièces de Marine, dans la forêt de Champenoux, au bois des railleuses à Bathelémont, à Thionville, à Mourmelon-le-Petit, à Hagenbach, enfin à Verdun à la pièce du Bois Bourrut.

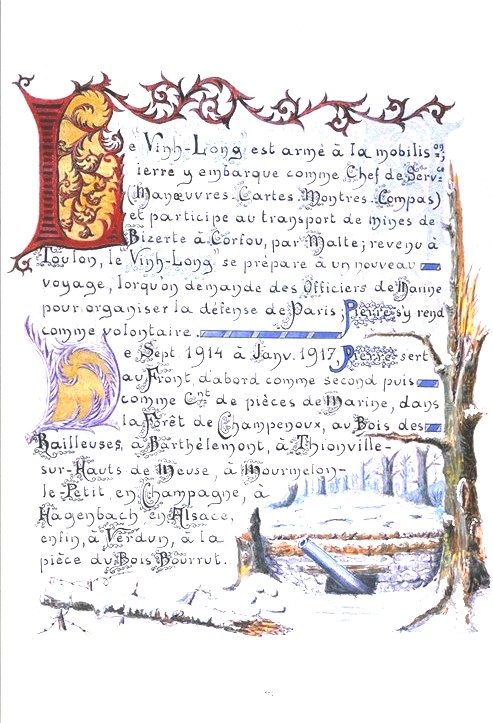
Page 46 du livre de famille enluminé écrit par le général Mariano Goybet, où il retrace une partie de la carrière de son fils Pierre Goybet.

Détaché au sous-secrétariat d'État aux inventions en 1918, il met au point les nomogrammes des calculs de tir, dont il avait établi les premiers systèmes, adoptés par la suite en France et en Italie.
.
En 1917 à Corfou, il embarque sur la Lorraine. Nommé lieutenant de vaisseau sur le Voltaire, il est choisi comme aide de camp par du capitaine de vaisseau Amet qui, une fois nommé contre-amiral, puis haut-commissaire, le garde avec lui, à Constantinople (13 novembre 1918).

### Entre-deux-guerres
Après un congé de convalescence, Pierre Goybet est nommé second du Service de renseignements maritimes à Constantinople (1919-1921), puis devient le chef de ce service chef à Port-Saïd jusqu'en décembre 1921. Après quelques mois à Toulon, il obtient un congé d'études en Égypte et à Oxford qui lui vaut le brevet technique d'interprète d’anglais.
De retour à Toulon, Pierre Goybet est affecté au laboratoire du centre d'études de mai 1923 à octobre 1925. Il commande ensuite pendant deux ans l'aviso Les Eparges, qui est rattaché au centre d'étude. Il est promu capitaine de corvette le 15 janvier 1927. Il est nommé d'office professeur du cours des torpilles à l'école des officiers-élèves. Il commande cette école d'octobre 1927 à octobre 1929.
Il embarque en octobre 1929 sur le contre torpilleur Chacal comme commandant en second. Le 13 janvier 1931, il part en mission pour l'Afrique du Sud avec le Tigre et le Primauguet. Le 7 mars 1931, il est promu capitaine de frégate. Le 21 avril, il embarque comme commandant en second du croiseur Primauguet. En mai 1932, il est commandant en second du bâtiment de soutien des sous-marins Jules Verne

#### Assistance des pêches à Terre-Neuve
Le 20 juillet 1933, il commande la Ville d'Ys, un aviso qui effectue des missions d'assistance au profit de la flottille de pêche au large de Terre-Neuve, du Labrador et du Groenland. À ce titre, il a de fréquents contacts avec les Canadiens et Américains. Le Père Yvon, héros de la Grande Guerre, ancien aumônier des terre-neuvas, cinéaste, marin et écrivain embarque sur la Ville d'Ys. Il publie le livre, couronné par l'Académie française : Avec les pêcheurs de Terre-Neuve et du Groenland. Le capitaine de frégate Pierre Goybet est nommément cité (p. 20-26-114-115-116).

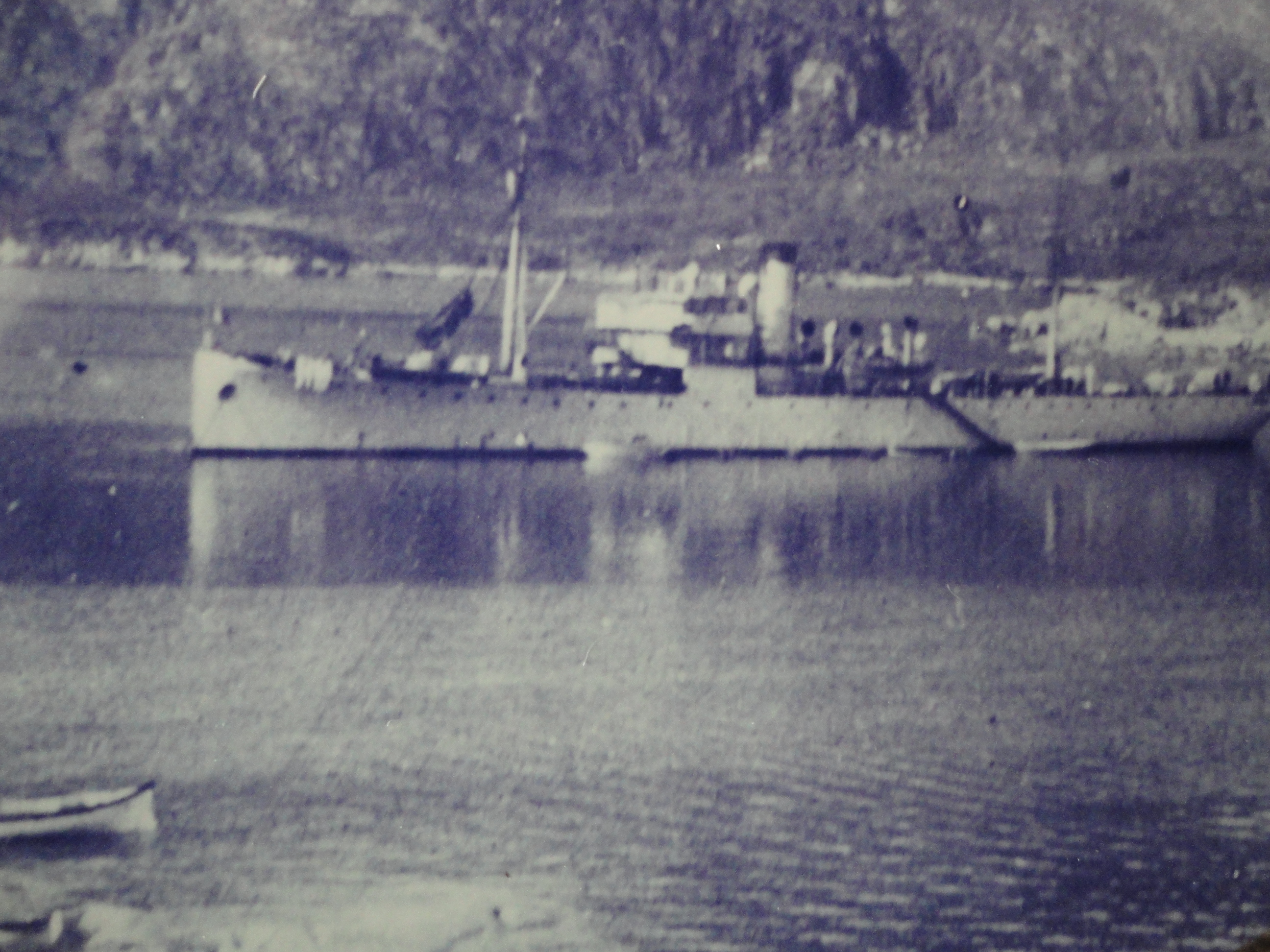
Photo originale de l'aviso Ville d'Ys qui a pour mission l'assistance des navires de pêche au large de Terre-Neuve, du Labrador et du Groenland. Photo originale prise à Terre-Neuve sous le commandement de Pierre Goybet (reproduite par son petit-fils Henri Goybet).

Pierre Goybet est fait lieutenant-colonel honoraire du Royal 22e Régiment canadien en septembre 1935.
Il rentre le 1er novembre de cette même année. Il est nommé le 20 juillet 1936, président de l'ESN[Quoi ?] de Toulon.
Il est promu capitaine de vaisseau le 3 février 1938.

### Seconde Guerre mondiale
En 1939, il est nommé commandant de la 3e division de contre-torpilleurs Bison, Épervier, Milan.

#### Débarquement à Aruba en mai 1940

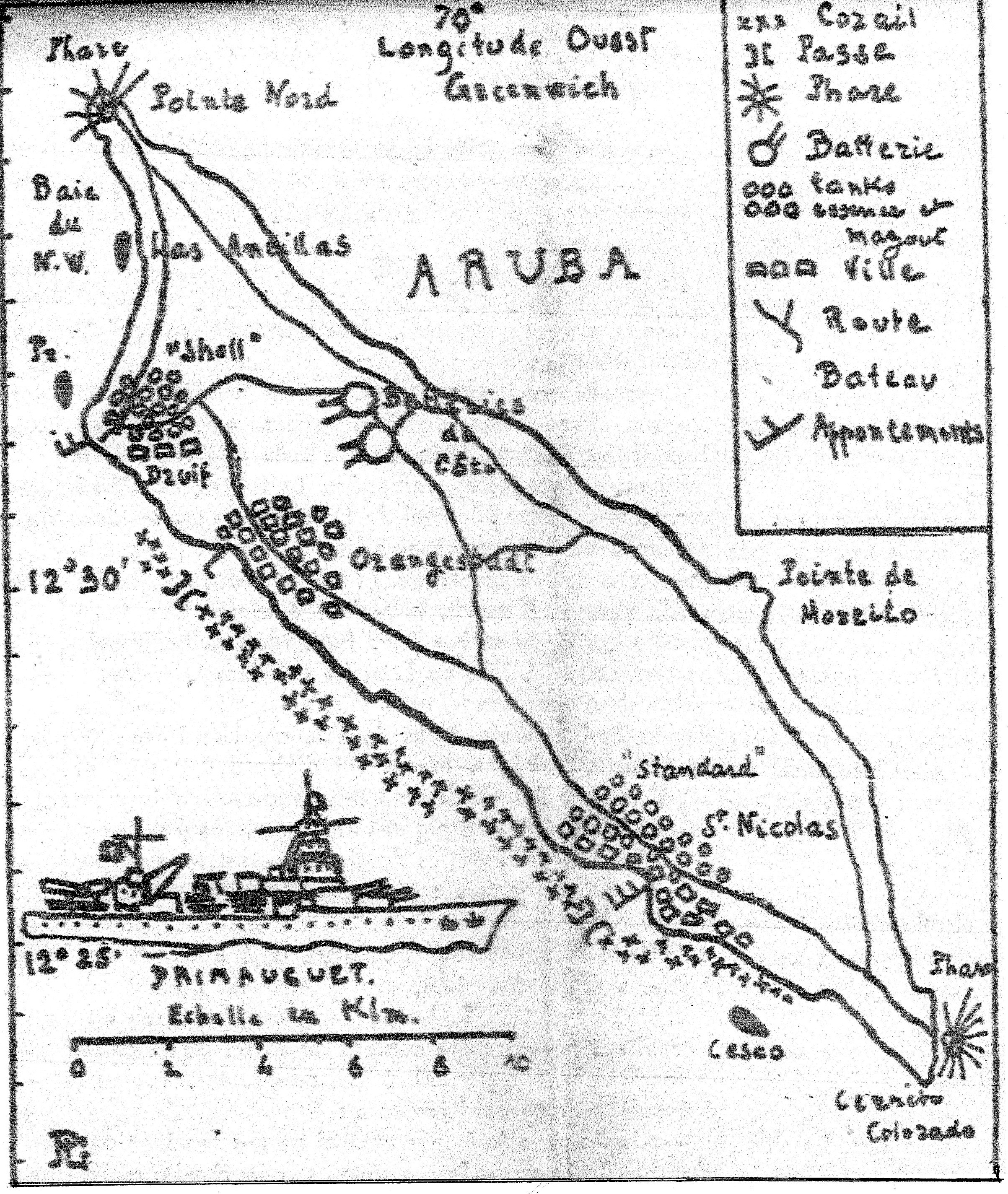
Croquis du débarquement à Aruba par Pierre Goybet.

Il débarque à Aruba aux Antilles en mai 1940 avec le corps de débarquement du croiseur Primauguet pour défendre les dépôts pétroliers de la Shell et de la Standard Oil,.

« Je sais que l’amiral Antilles est satisfait de notre action. Mais qu‘en pense l’amiral Darlan, grand chef de la Marine ?
Je ne l’ai su que sept mois après par un témoignage officiel de satisfaction pour les « hautes qualités dont il a fait preuve pendant le séjour de son bâtiment sur le théâtre de l’Atlantique ouest, et en particulier , pour l’esprit de décision qu’il a montré dans l’opération délicate de l’occupation d’Aruba »
J’aurai pu aussi bien être démonté de mon commandement. Dans la vie du marin, c’est pile ou face….Mais il y a des cas où il faut jouer, surtout quand on ne joue pas pour soi, mais pour son pays. »

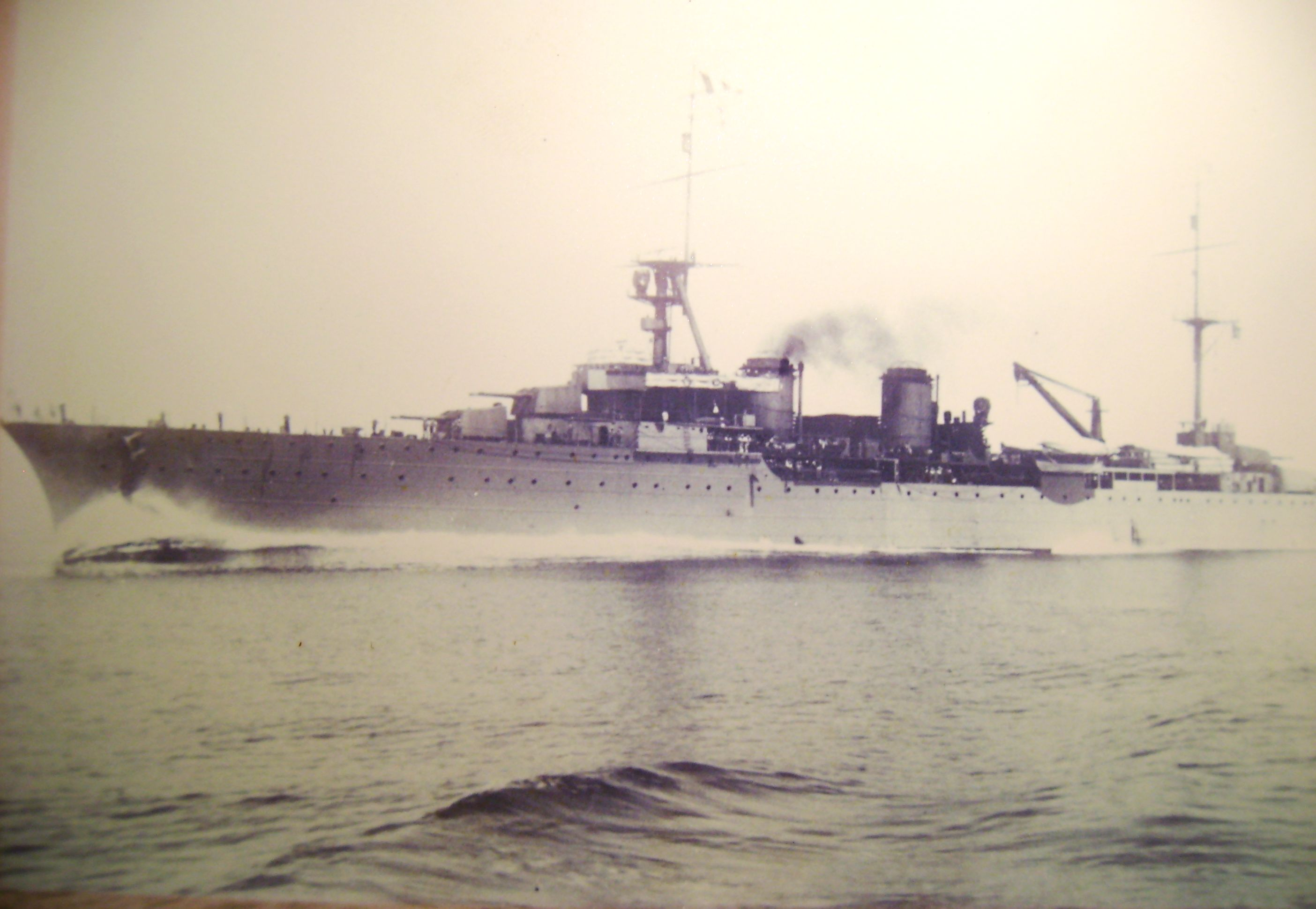
Le Primauguet (1924-1942) commandé par le capitaine de vaisseau Pierre Goybet.

— Pierre Goybet - Contre-amiral, le 18 octobre 1946

#### LePrimauguetet l'or de la Banque de France
Entre le 17 mai et le 23 juin 1940, plusieurs cuirassé et croiseurs, dont le Primauguet commandé par le capitaine de vaisseau Goybet ont évacué l'or de la Banque de France ainsi que l'or et les bijoux de la Couronne belge aux mains des Allemands, 2800 tonnes de métal ont été conduits dans des pays considérés comme surs (États-Unis, Canada, Antilles, Afrique du Nord et Afrique Noire). Ces convois ont affronté la menace des avions et de la marine Allemande. Le 22 juin, le Primauguet est bombardé mais sans être touché. Le capitaine de vaisseau Goybet décide de demeurer au large de Bonne Anse. Le 22 juin à 23 heures, un chalutier, le Geneviève, embarque caisses et colis pour les transférer sur le Primauguet (transbordement qui débute à 5 heures du matin). Le 23 juin 1940 dans des conditions de mer épouvantables (pluie et vent) sont chargées 300 caisses d'or (or français, suisse et belge), des devises et les joyaux de la couronne belge sur le Primauguet. Le Malgré ses imposants 10 000 tonnes, le Primauguet était très chahuté. Le représentant de la Banque de France chargé de superviser les opérations de transfert entre les deux navires, dit ceci : « Il était presque impossible, même pour des marins habitués de se tenir debout, sans avoir une main accrochée à quelque chose de solide et plus de dix fois je me retrouvai étendu sur le pont ». Après deux jours de traversée, le Primauguet rentre le 23 juin dans le port de Casablanca. Ce fut la première étape avant que les lingots et valeurs soient transférés aux États-Unis.

#### Accord avec le général de Gaulle[11],[12]
Du 25 août au 2 décembre 1940 à Gibraltar, Pierre Goybet assure la liaison franco-anglaise puis prend pour la seconde fois le commandement du Primauguet. Le 14 septembre il appareille de Dakar pour escorter le Tarn pour ravitailler la Force Y à Libreville au Gabon. Le 19 septembre, il est arraisonné par les croiseurs britanniques HMS Cornwall et HMS Delhi. Goybet est prêt au combat mais l'amiral Bourragué s'y oppose. À la suite de négociations et comprenant que le combat est inutile, il fait route sur Casablanca où il arrive le 1er octobre. Le général de Gaulle s'adresse au commandant du Primauguet : « Suis informé de votre attitude et votre situation. Je tiens à vous dire que si vous désirez vous rendre à Freetown pour vous ravitailler ou pour toute autre cause, vous pourrez le faire à votre gré. Dans ce cas je vous accorde ma parole d'honneur que vous et votre équipage resteront librement à bord de votre navire et que vous pourrez ensuite si vous le désirez, regagner Casablanca ». Ce que fait le Primauguet le 20 septembre 1940.

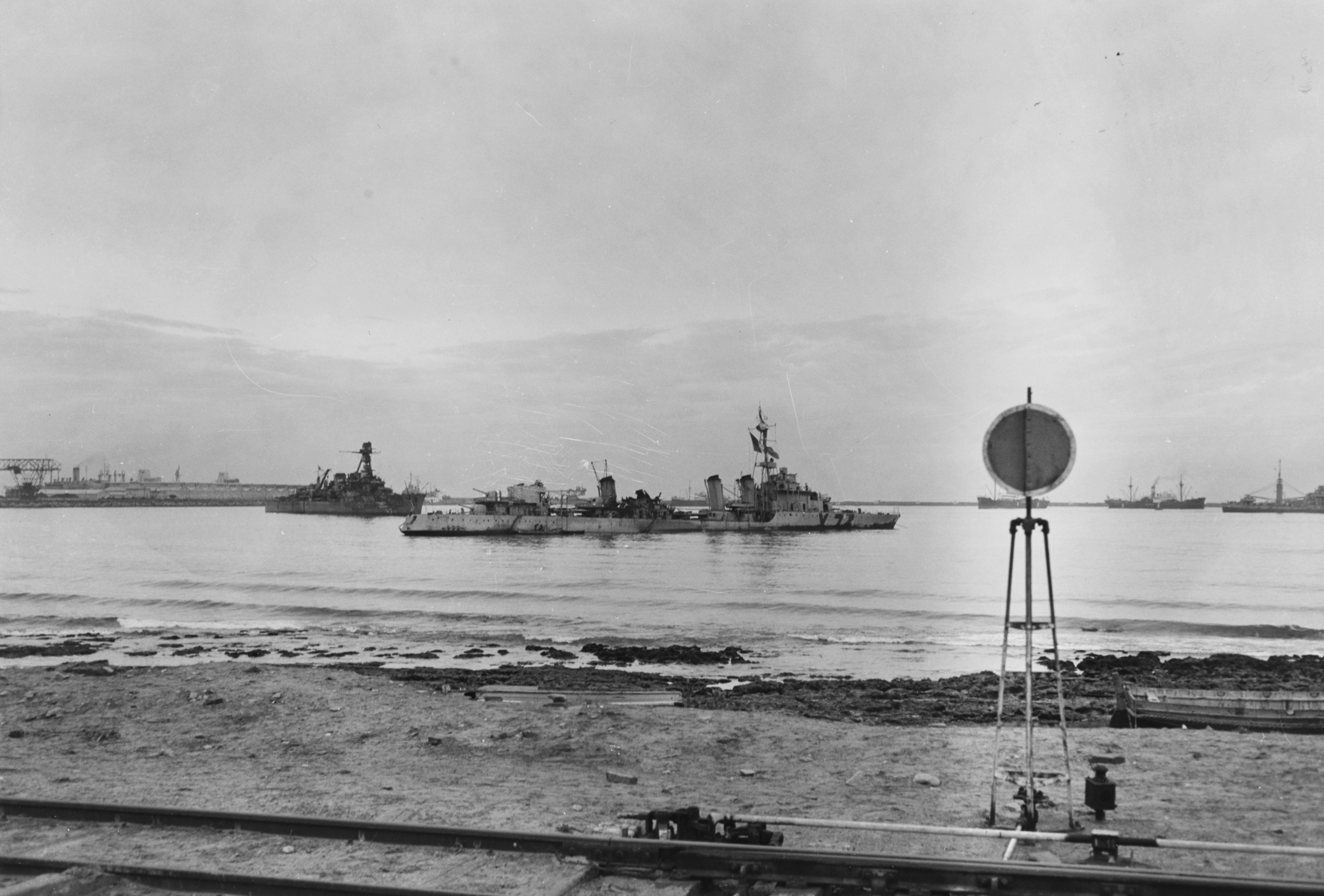
Le contre-torpilleur français Albatros, échoué au large de Casablanca, au Maroc le 4 décembre 1942. Sur son arrière, le croiseur léger français Primauguet. Les deux bâtiments ont été sérieusement touchés lors des combats de Casablanca, le 8 novembre 1942.

#### L'opération Torch à Casablanca

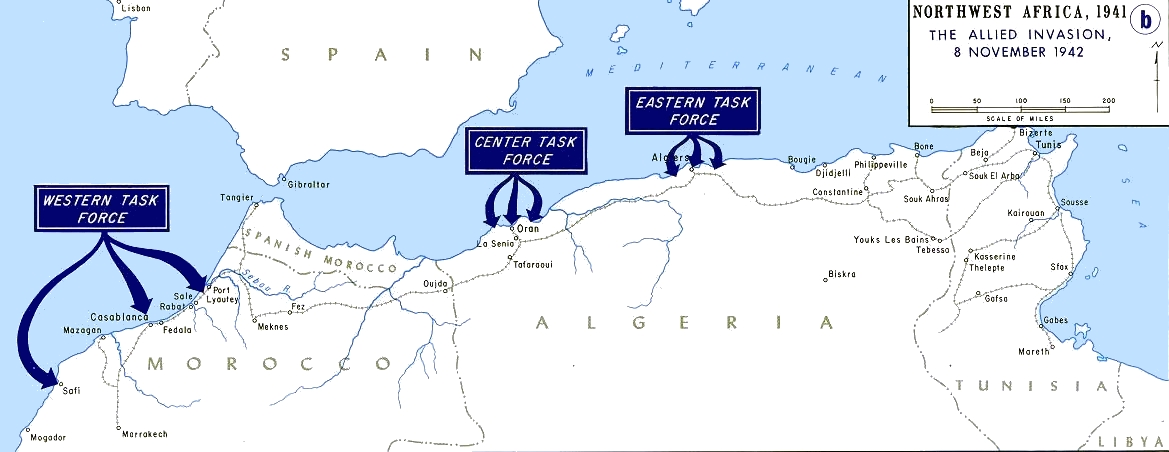
Carte des opérations.

Le 11 novembre 1942, alors qu'il commande le port de Casablanca, le capitaine de vaisseau Pierre Goybet négocie la reddition avec les Américains qui viennent de débarquer en Afrique du Nord. Il reçoit chez lui les généraux George Patton, Geoffrey Keyes (en) et William H. Wilbur (en) après trois jours de combat. À quai, le cuirassé Jean Bart, inachevé, est mis hors de combat. Le croiseur qu'il avait commandé auparavant le Primauguet est coulé ainsi que plusieurs contre-torpilleurs, torpilleurs, sous-marins et avisos, après une lutte tant héroïque qu'inutile. Les bâtiments hors de combat sont échoués à la côte ou sabordés pour épargner les équipages survivants.
C'est également en novembre 1942 qu'il reçoit ses étoiles de contre-amiral pour fait de guerre .

### Accords Darlan-Clark
Accords signés à Alger, le 22 novembre 1942, par :
- François Darlan - P.C.C. : le contre-amiral Battet, directeur du cabinet ;
- Marck Clark - P.C.C. : le lieutenant de vaisseau Gagger, chef du secrétariat.

Préambule :

« Les forces des États-Unis et de leurs Alliés ont débarqué en Afrique française du Nord dans le but d'empêcher la domination de ce territoire par les forces allemandes ou italiennes et leurs alliés, afin de poursuivre la guerre par la défaite des puissances de l'Axe.
En vertu d'un commun accord entre les personnalités officielles dirigeantes en Afrique française du Nord, l'amiral de la flotte, François Darlan, a été reconnu haut commissaire pour l'Afrique française. Il a été convenu par tous les éléments français intéressés et par les autorités militaires américaines, que les forces françaises aideront et appuieront les forces des États-Unis et de leurs alliés pour chasser l'ennemi commun du sol d'Afrique, libérer la France et réaliser la restauration intégrale de l'Empire français. Afin d'atteindre ce grand but et pour conclure les arrangements appropriés par la présence en Afrique du Nord de forces considérables des armées américaines et de leurs alliés, l'accord ci-après a été conclu à Alger. »

Pierre Goybet fut juge d'instruction pour le compte de la Marine.

### Retraite
De sa maison de Yenne en Savoie, il écrit de nombreux articles dans les journaux comme chroniqueur scientifique, parlant aussi bien de son expérience de marin que de sujets scientifiques ou de considérations philosophiques.

### Famille
Outre son père, le général Mariano Goybet, deux de ses oncles sont militaires : Henri Goybet (1868-1958) est capitaine de vaisseau et Victor Goybet (1865-1947) est général de division.
Le 17 juin 1918, Pierre Goybet épouse à Toulon sa cousine germaine, Henriette Goybet, fille de son oncle Henri Goybet. Il avait obtenu pour ce faire une autorisation papale.
Le couple a quatre enfants :
- Claude Goybet, officier de marine marchande
- Marguerite Goybet
- Françoise Goybet
- Adrien Goybet, Chef de bataillon d'infanterie de Marine parachutiste, chevalier de la Légion d'honneur, (3e génération de Légion d'honneur)[20]

## Notes et références

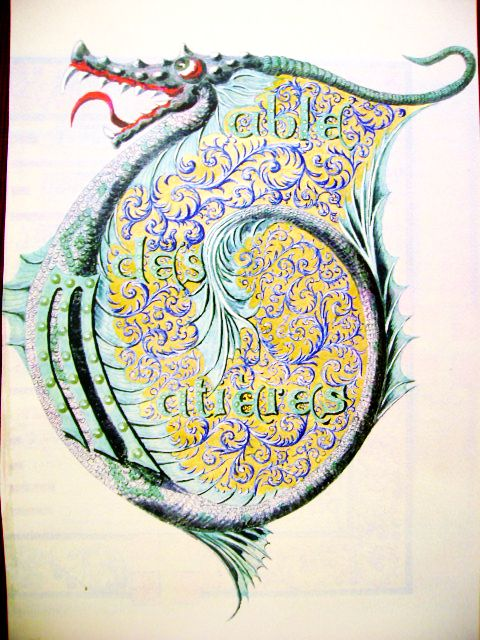
Livre de famille de Mariano Goybet.